# Vanilla zanzibarica
Vanilla zanzibarica är en orkidéart som beskrevs av Robert Allen Rolfe. Vanilla zanzibarica ingår i släktet Vanilla och familjen orkidéer. Inga underarter finns listade i Catalogue of Life.